# لیمونن
لیمونن (به انگلیسی: Limonene) با فرمول شیمیایی C10H16 یک ترکیب شیمیایی با شناسه پاب‌کم ۲۲۳۱۱ است؛ که جرم مولی آن 136.24 g/mol می‌باشد.
لیمونن یک مایع بی‌رنگ هیدروکربنی از کلاس سیکلوترپن است. معمولاً ایزومر D آن بویی قوی مانند پرتقال دارد. در سنتزهای شیمیایی به عنوان پیش ماده‌ای برای کاروان (به انگلیسی: Carvone ) و نیز به عنوان یک حلال تجدیدپذیر در شوینده‌ها بکار می‌روند.
لیمونن از نام لیمو (به انگلیسی: Lemon) برگرفته شده‌است.
پوست لیمو بمانند دیگر مرکبات؛ حاوی مقادیر قابل توجهی از این ترکیب است که منجر به بوی آن می‌گردد.
لیمونن یک مولکول کایرال است و منبع بیولوزیکی تولید یک انانتیومر است در واقع منبع صنعتی اصلی حاوی (D-limonene ((+)-limonene که R)-enantiomer)است. همچنین لیمونن راسمیک را به عنوان دیپنتن (به انگلیسی: dipentene) می‌شناسیم.
دی- لیمونن (به انگلیسی :  D-Limonene) به صورت تجاری از طریق دو روش اولیهٔ تقطیر بخار یا جداسازی گریز از مرکز از مرکبات به دست می‌آید.